# 1814 w sztukach plastycznych

"Handel niewolnikami" Johna Rafaela Smitha 1814

Wydarzenia w sztukach plastycznych i wizualnych w 1814 roku.

## Urodzeni
- 17 stycznia - John Mix Stanley (zm. 1872), amerykański  malarz
- 25 lutego - Taras Szewczenko (zm. 1861), ukraiński malarz, poeta i działacz polityczny
- 21 maja - Louis Janmot (zm. 1892), francuski malarz i poeta
- 22 lub 23 maja - Amalia Lindegren (zm. 1891), szwedzka malarka
- 21 czerwca - Paweł Bryliński (zm. 1890), polski rzeźbiarz ludowy
- 15 września - Ferdinand von Arnim (zm. 1866), niemiecki architekt
- 4 października - Jean-François Millet (zm. 1875), francuski malarz
- 22 października - Auguste Clésinger (zm. 1883), francuski malarz i rzeźbiarz
- Manuel Barrón y Carrillo (zm. 1884), hiszpański malarz
- George Loring Brown (zm. 1889), amerykański malarz i ilustrator
- Wojciech Eljasz-Radzikowski (zm. 1904), polski malarz

## Zmarli
- luty - Gottlob Siegemund Knoefvel (ur.  ok. 1750), niemiecki malarz
- 21 lutego - Andriej Woronichin (ur.  ok. 1759), rosyjski architekt i malarz
- 26 lutego - Johan Tobias Sergel (ur. 1740), szwedzki rzeźbiarz, malarz i rysownik
- 21 sierpnia - Antonio Carnicero (ur. 1748), hiszpański malarz i rytownik
- 18 listopada - Aleijadinho (ur. 1730 lub 1738), brazylijski architekt i rzeźbiarz
- 30 listopada - Jean-Michel Moreau (ur. 1741),  francuski rysownik, grawer, malarz i ilustrator
- Paul Joseph Bardou (ur. 1747), niemiecki malarz